# Universidade de Artes Ivan Kotlarewski
Universidade de artes Ivan Kotliarevski, em Kharkiv, também Universidade Nacional de Artes Ivan Kotliarevski é uma escola de arte ucraniana fundada em 1917 em Kharkiv, sob o patrocínio do poeta ucraniano Ivan Kotliarevski.

## História

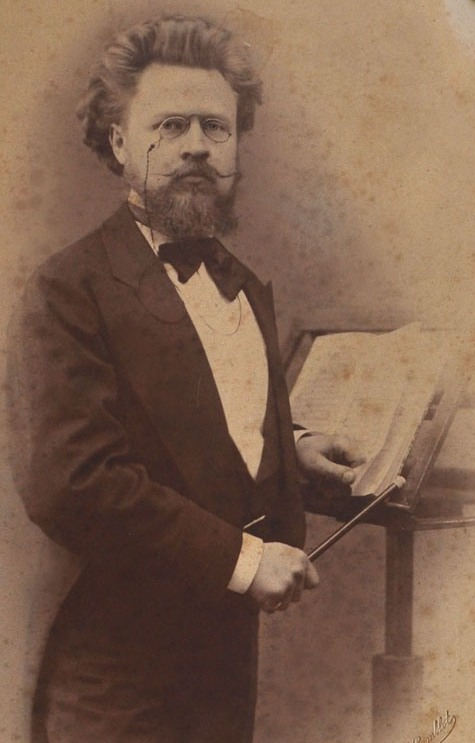
Ilia Slatin, o primeiro director

A universidade foi fundada em 1917 como Conservatório de Kharkiv. Foi estabelecido no lugar de uma escola de música que existia desde 1883 sob o patrocínio da filial de Kharkiv da Sociedade de Música do Império Russo. Em 1924 o Conservatório foi reformado no Instituto de Música e Drama, e em 1934 voltou ao estatuto de conservatório. Paralelamente existia uma escola de teatro, que em 1939 foi transformada em Instituto Estatal de Teatro.
O Conservatório Estatal de Kharkiv funcionou até 1963 e educou alunos em oito faculdades: piano, conjuntos e instrumentos folclóricos, canto, coro, musicologia, composição e teoria musical. Em 1963, o Conservatório e o Instituto de Teatro foram transformados no Instituto de Arte do Estado de Kharkiv Ivan Kotlarewski. Em 17 de março de 2004, o Conselho de Ministros da Ucrânia reformou a instituição que passou a ser a Universidade das Artes Ivan Kotlarewski, e em 2011 foi concedido o estatuto de instituição nacional.
Os doutores honorários da universidade incluem o compositor Krzysztof Penderecki (2010) e o cantor Volodymyr Łukaszew.
A Universidade colabora com, entre outros, a Academia de Música Karol Szymanowski em Katowice (desde 2011).